# Smešnik, Radovna
Smešnik je eden izmed številnih malih potokov, ki izvirajo v dolini Radovna. Teče po močvirnatem področju in se nedaleč od izvira kot levi pritok izliva v  reko Radovno.